# Bernie Williams
Bernard "Bernie" Williams  (Washington D. C., 30 de diciembre de 1945) es un exjugador de baloncesto estadounidense que jugó dos temporadas en la NBA y tres más en la ABA. Con 1,90 metros de estatura, lo hacía en la posición de base.

## Trayectoria deportiva

### Universidad
Jugó durante cuatro temporadas con los Explorers de la Universidad de La Salle, en las que promedió 16,6 puntos y 5,0 rebotes por partido. En su última temporada fue incluido en el mejor quinteto de la Philadelphia Big 5.

### Profesional
Fue elegido en la vigésimo primera posición del Draft de la NBA de 1969 por San Diego Rockets, equipo en el que jugó dos temporadas como suplente de Stu Lantz, siendo la mejor de ellas la primera, en la que promedió 8,3 puntos y 2,3 asistencias por partido.
Tras no ser renovado por los Rockets, en 1971 cambia de liga firmando como agente libre un contrato multianual por los Virginia Squires de la ABA. Allí obtuvo más minutos de juego, jugando su mejor temporada en 1973, cuando promedió 12,5 puntos y 1,9 asistencias. Pero en su siguiente temporada su rendimiento cayó bruscamente, jugando poco más de 8 minutos en los 6 partidos que disputó antes de ser cortado, retirándose definitivamente de la práctica del baloncesto.

## Estadísticas de su carrera en la NBA y la ABA

### Temporada regular
| Temporada | Edad | Equipo            | Liga  | P   | TIT | MIN  | TC  | TCA  | %TC  | 3P  | 3PA | %3P  | TL  | TLA | %TL   | R.OF. | R.DEF. | REB | ASIS | ROB | TAP | PER | FP  | PTS  |
| 1969-70   | 24   | San Diego Rockets | NBA   | 72  |     | 17.1 | 3.5 | 8.9  | .392 |     |     |      | 1.3 | 1.7 | .787  |       |        | 2.2 | 2.3  |     |     |     | 1.7 | 8.3  |
| 1970-71   | 25   | San Diego Rockets | NBA   | 56  |     | 12.6 | 2.0 | 6.0  | .331 |     |     |      | 1.2 | 1.4 | .840  |       |        | 1.5 | 2.0  |     |     |     | 1.4 | 5.2  |
| 1971-72   | 26   | Virginia Squires  | ABA   | 78  |     | 21.4 | 4.5 | 10.5 | .428 | 0.2 | 0.8 | .277 | 1.4 | 1.8 | .796  | 0.7   | 1.3    | 2.0 | 1.7  |     |     | 1.6 | 2.3 | 10.6 |
| 1972-73   | 27   | Virginia Squires  | ABA   | 71  |     | 21.3 | 5.0 | 11.7 | .428 | 0.1 | 0.8 | .172 | 2.3 | 2.7 | .860  | 0.8   | 0.9    | 1.8 | 1.9  |     |     | 1.9 | 2.1 | 12.5 |
| 1973-74   | 28   | Virginia Squires  | ABA   | 6   |     | 8.5  | 1.0 | 3.2  | .316 | 0.2 | 0.3 | .500 | 0.3 | 0.3 | 1.000 | 0.0   | 0.7    | 0.7 | 1.2  | 0.2 | 0.0 | 0.8 | 0.5 | 2.5  |
| Total     |      |                   | TOTAL | 283 |     | 18.3 | 3.8 | 9.3  | .406 | 0.2 | 0.8 | .232 | 1.6 | 1.9 | .824  | 0.7   | 1.1    | 1.8 | 2.0  | 0.2 | 0.0 | 1.7 | 1.9 | 9.3  |
|           |      |                   | ABA   | 155 |     | 20.8 | 4.6 | 10.7 | .427 | 0.2 | 0.8 | .232 | 1.8 | 2.2 | .834  | 0.7   | 1.1    | 1.8 | 1.8  | 0.2 | 0.0 | 1.7 | 2.1 | 11.2 |
|           |      |                   | NBA   | 128 |     | 15.1 | 2.8 | 7.6  | .371 |     |     |      | 1.3 | 1.6 | .808  |       |        | 1.9 | 2.2  |     |     |     | 1.6 | 7.0  |

### Playoffs
| Temporada | Edad | Equipo           | Liga | P  | MIN | TCA | TC  | 3PA | 3P | TLA | TL | R.OF. | REB | ASIS | ROB | TAP | PER | FP | PTS | %TC  | %3P  | %FT   | MIN  | PTS  | REB | AST |
| 1971-72   | 26   | Virginia Squires | ABA  | 11 | 356 | 84  | 190 | 2   | 4  | 19  | 27 |       | 47  | 23   |     |     | 28  | 38 | 189 | .442 | .500 | .704  | 32.4 | 17.2 | 4.3 | 2.1 |
| 1972-73   | 27   | Virginia Squires | ABA  | 3  | 24  | 3   | 8   | 0   | 1  | 1   | 1  | 0     | 0   | 1    |     |     | 7   | 4  | 7   | .375 | .000 | 1.000 | 8.0  | 2.3  | 0.0 | 0.3 |
| Total     |      |                  | ABA  | 14 | 380 | 87  | 198 | 2   | 5  | 20  | 28 | 0     | 47  | 24   |     |     | 35  | 42 | 196 | .439 | .400 | .714  | 27.1 | 14.0 | 3.4 | 1.7 |